# Servicemodel

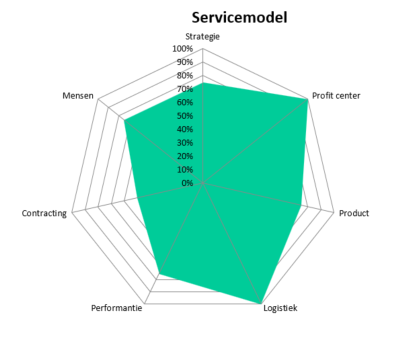
Voorbeeld (nul)meting

Het servicemodel is een bedrijfsmodel om de rol van service binnen een onderneming gestructureerd en samenhangend in kaart te brengen door middel van een sterdiagram met zeven sleutelprocessen. 
Het in 2009 ontwikkelde model is vergelijkbaar met het Business Model Canvas, waarbij er bij het servicemodel altijd wordt uitgegaan van de gedachte dat een bedrijf zijn waarde via een of andere vorm van service creëert, levert en behoudt.

## Zeven sleutelprocessen
Via zeven sleutelprocessen wordt de rol van service binnen een onderneming beschreven. Het belangrijkste sleutelproces ‘strategie’ bepaalt het uitgangspunt, namelijk de toegevoegde waarde van service: 
Is service een (noodzakelijk) (onderdeel van een) product? Of hoe kan een onderneming door service een meerwaarde creëren, leveren en behouden? Is dit het product zelf, de levering van het product, het onderhoud van het product, de diensten rond een product of gewoon service als een product, met focus op de wijzigende marktomstandigheden.
De uitkomst wordt bepaald samen met de zes andere inter-afhankelijke sleutelprocessen: een wijziging in een van deze processen beïnvloedt steeds de overige zes processen en resulteert in een ander servicemodel.

## Nulmeting
Een nulmeting houdt in dat er een vastlegging in beeld en/of geschrift gebeurt van de huidige servicestructuur in, van en door een bedrijf in de vorm van een sterdiagram.
Via een 360°-aanpak door het ‘gestructureerd’ doorlopen van de zeven sleutelprocessen, krijgt men het gewenste sterdiagram van de onderneming of de gewenste ‘servicemissie’ van het bedrijf.
De transformatie van de nulmeting naar de gewenste uitkomst levert een implementatieplan op dat de noodzakelijke veranderingsprocessen samen met een juiste inzet van mensen en middelen in kaart brengt.

## Belang van het servicemodel
De praktijk heeft bewezen dat de meerwaarde van het servicemodel ligt in zijn bijzondere aandacht voor de inter-afhankelijkheid tussen deze zeven bedrijfsprocessen en de identiteit van de onderneming. De focus op een servicemodel garandeert daardoor de toekomstbestendigheid van een onderneming.